# Katakombenschule

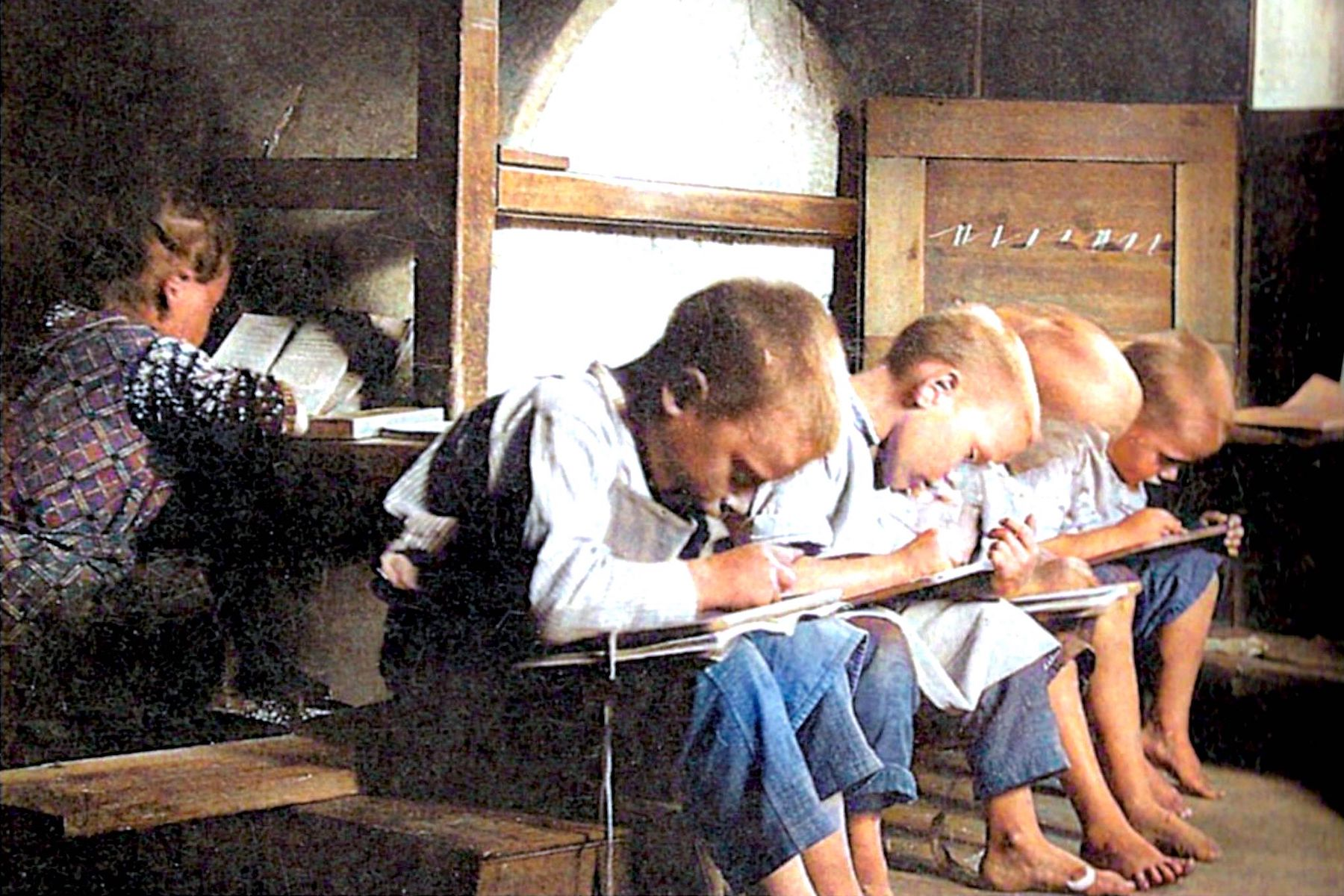
Unterricht an einer Katakombenschule in einem Südtiroler Bauernhof, ca. 1927

Die Katakombenschulen waren eine illegale Einrichtung, die während des Faschismus in Südtirol (als Folge des Ersten Weltkriegs ein Teil Italiens) geschaffen wurde, um die systematische Unterweisung von Schülern in deren Muttersprache (Deutsch) zu gewährleisten. Rund 30.000 Schüler waren betroffen.
Im Rahmen des Versuchs, Südtirol zu italianisieren, wurde mit Dekret vom Oktober 1923 (Lex Gentile) verfügt, dass ab dem Schuljahr 1925/26 Italienisch als ausschließliche Unterrichtssprache in allen Schulen gelten sollte. Dank der Lateranverträge konnte allerdings der Religionsunterricht weiterhin in Deutsch abgehalten werden. Die Südtiroler Lehrer wurden entlassen und durch italienische, die oft kein Deutsch konnten, ersetzt. Ebenso wurde ab Oktober 1924 die deutsche Sprache in allen Kindergärten verboten. Als daraufhin Eltern Privatunterricht und private Spielstuben organisierten, wurde dies per Dekret vom November 1925 strikt verboten.
Um den Kindern Unterricht in ihrer Muttersprache zu gewährleisten, musste ein Netz von Untergrundschulen begründet werden. Geeignete Räumlichkeiten mussten gefunden, Lehrmittel beschafft und Lehrkräfte finanziert werden. Treibende Kräfte waren Kanonikus Michael Gamper und engagierte Persönlichkeiten wie die Rechtsanwälte Josef Noldin und Eduard Reut-Nicolussi sowie die Volksschullehrerin Maria Nicolussi, die Leiterin und die pädagogische Schlüsselfigur innerhalb der Katakombenschule wurde. Neben vielen anderen verschrieben sich auch der Lehrer Rudolf Riedl sowie die jungen Lehrerinnen Angela Nikoletti und Berta Gelmini von Kreutzhof dem verbotenen Deutschunterricht. Zur Finanzierung der Notschule bestanden Kontakte zum Verein für das Deutschtum im Ausland (VDA).
Die Lehrmittel wurden aus Deutschland und Österreich nach Südtirol geschmuggelt. Die jungen Lehrerinnen wurden zunächst in Südtirol ausgebildet, wobei die Gruppen z. B. als Nähkurse o. Ä. getarnt wurden. Später waren diese Kurse nur noch im Ausland möglich. Auf diese Weise wurden ca. 200 Lehrerinnen ausgebildet. Sie tarnten sich oft als Bäuerinnen, die „Schulklassen“ trafen sich nachmittags, nach dem regulären Unterricht an der italienischen Volksschule, auf Bauernhöfen oder in Gaststätten. Sobald eine Katakombenschule enttarnt wurde, mussten Lehrer und Eltern mit drakonischen Geldstrafen, Freiheitsentzug oder Verbannung rechnen.
1928 wurde religiöse Unterweisung in deutscher Sprache an Sonntagsschulen wieder zugelassen, was der deutschsprachige Klerus für einen aktiven Widerstand gegen die Assimilierung nutzte. Gegen den Willen Gampers, der dadurch die katholische Vorrangstellung bedroht sah, betrieb der nationalsozialistisch orientierte Völkische Kampfring Südtirols ab 1935 eigene Geheimschulen.
1939 wurde im Rahmen der Option Kindern aus Optantenfamilien wieder Unterricht in deutscher Sprache gewährt, wiewohl mit starker NS-Orientierung der Bildungsinhalte.
1943, nach der Besetzung durch deutsche Truppen (s. Operationszone Alpenvorland), wurde deutscher Schulunterricht wieder zugelassen. Nun diente die deutsche Schule Südtirols offen den politisch-ideologischen Absichten des Nationalsozialismus.
Nach dem Zweiten Weltkrieg konnte das deutsche Schulwesen in Südtirol unter demokratischen Bedingungen neu begründet werden, wobei es lange dauerte, bis die Altlasten beider Diktaturen gänzlich abgestreift wurden. Im Rahmen des Südtiroler Autonomiestatuts wurde das öffentliche Schulsystem mit deutscher Unterrichtssprache eine starke Institution des Minderheitenschutzes im Lande.
Siehe auch: Geschichte Südtirols